# Eric Guilmette
Eric Taylor Guilmette ist ein US-amerikanischer Schauspieler, Model und Bodybuilder.

## Leben
Guilmette stammt ursprünglich aus Hopkinton in Massachusetts. Während seiner Zeit an der High School begann er mit Bodybuilding und nahm an mehreren Wettbewerben in der Nähe von San Francisco teil. Von 2012 bis 2016 machte er seinen Bachelor of Science in den Fächern Mathematik und Wirtschaftswissenschaft an der Roger Williams University. Neben seiner Muttersprache Englisch besitzt er Grundkenntnisse in Spanisch. Erste Erfahrungen als Schauspieler sammelte er 2019 in einer Episode der Miniserie Lunatics. Anschließend spielte er 2021 in Musikvideos der Interpreten Juliana Tucker, Tayler Jade sowie Lovi Poe mit. Im selben Jahr hatte er die Rolle des Brand im Tierhorrorfilm Megalodon Rising – Dieses Mal kommt er nicht allein inne. 2022 folgten jeweils Episodenrollen in den Fernsehserien This is Fire und Trixie Motel. Außerdem stellte er im selben Jahr die Rolle des Captain Visitch in Jurassic Domination, einem Mockbuster zu Jurassic World: Ein neues Zeitalter, dar. Im Film Seeking Justice wird er als Noah Obi Sympa die männliche Hauptrolle des Films darstellen.
Als Model übernahm er unter anderen Aufträge für Ardell, Johnny B, RounderBum, Engelbert Strauss, CertaPro Painters oder Chargella entgegen.

## Filmografie (Auswahl)
- 2019: Lunatics (Miniserie, Episode 1x03)
- 2021: Megalodon Rising – Dieses Mal kommt er nicht allein (Megalodon Rising)
- 2022: This is Fire (Fernsehserie, Episode 1x01)
- 2022: Trixie Motel (Fernsehserie, Episode 1x06)
- 2022: Jurassic Domination

## Musikvideos (Auswahl)
- 2021: Juliana Tucker: Love Preview
- 2021: Tayler Jade: Temporary
- 2021: Tayler Jade: WYA
- 2021: Lovi Poe: Lost
- 2021: Tabiyus & Jet: Dance for Me
- 2022: 5 Seconds of Summer Feat. Sierra Deaton: Older